# Franz Daniel
Franz Daniel (* 20. Dezember 1895; † 9. Oktober 1985) war ein deutscher Kurator und Lepidopterologe.

## Leben
Daniels Interesse an der Lepidopterologie, angeregt durch seinen namensgleichen Vater Franz Daniel, der sich bereits intensiv mit der Entomologie beschäftigt hatte, begann schon im jugendlichen Alter. Mit Unterbrechungen durch zwei Weltkriege, die er als Soldat an der Front erlebte, war sein Interesse an der Lepidopterologie ungebrochen. Nach dem Zweiten Weltkrieg arbeitete er zunächst als selbständiger Kaufmann, wurde jedoch bald als Kurator an die Zoologische Staatssammlung München berufen. Dort wirkte er bis zu seiner Pensionierung in der von Walter Forster geleiteten entomologischen Abteilung. Auch nach seinem Eintritt in den Ruhestand war Daniel noch als freiwilliger Mitarbeiter an der Zoologischen Staatssammlung tätig. Nachdem er sich zunächst allgemein mit paläarktischen Großschmetterlingen beschäftigt hatte, spezialisierte er sich in erster Linie auf die Bombycoidea sowie Bärenspinner (Arctiinae) und weitere spinnerartige Schmetterlings-Familien, d. h. auf alle Familien, die in Band 2 des Seitz-Werkes behandelt werden. Neben taxonomischen Neueinteilungen war Daniel auch lokalfaunistisch in Bayern, zuweilen mit Josef Wolfsberger aktiv und unternahm diverse Forschungsreisen ins Ausland. Beispielsweise beschrieb er ausführlich die Schmetterlingsfauna des Sausalgebirges. Seine Schmetterlingssammlung übergab Daniel an Thomas J. Witt, die sich nun im Museum Witt befindet.

## Schriften (Auswahl)
Zu entomologischen Themen verfasste Daniel ca. 145 Publikationen. Darunter sind faunistische Arbeiten, Literaturbesprechungen sowie Neu- und Formenbeschreibungen, beispielsweise:
- Zwei neue Cossidae aus Persien, Mitteilungen der Münchner Entomologischen Gesellschaft 27, 1937, S. 49–51 (zobodat.at [PDF]).
- Gedanken zu einigen Arctiiden-Formen, Mitteilungen der Münchner Entomologischen Gesellschaft 29, 1939, S. 354–368 (zobodat.at [PDF]).
- Neue Sphingidae Südamerikas, Mitteilungen der Münchner Entomologischen Gesellschaft 35, 1949, S. 230–234
- Mit welchen Organen nehmen Nachtfalter künstliche Lichtquellen wahr?, Entomologische Zeitschrift Frankfurt am Main 59, 1950, S. 153–157
- Beobachtung über die Lebensweise hochalpiner Vertreter der Gattung Hepialus, Mitteilungen der Münchner Entomologischen Gesellschaft 40, 1960, S. 203–206
- Beiträge zur Lebensweise von Selenephera lunigera f. lobulina Esp, Mitteilungen der Münchner Entomologischen Gesellschaft 41, 1961, S. 251–257
- Melanistische Lepidopteren-Formen aus Südbayern, Nachrichtenblatt der Bayerischen Entomologen, 1962, S. 2–4
- Ein Beitrag zur Spinner- und Schwärmerfauna des Iran und Afghanistans, Zeitschrift der Wiener Entomologischen Gesellschaft 48, 1963, S. 145–155
- Literaturbesprechung: Forster W. und Wohlfahrt Th. A.: „Die Schmetterlinge Mitteleuropas“ Band 4, Lieferung 20, Mitteilungen der Münchner Entomologischen Gesellschaft 57, 1967, S. 129–130
- Beitrag zur Kenntnis südosteuropäischer und vorderasiatischer Hepialidae, Mitteilungen der Münchner Entomologischen Gesellschaft 57, 1967, S. 91–98

## Nach Daniel benannte Taxa (Auswahl)
Einige Schmetterlingsarten und Unterarten wurden zu Ehren von Daniel benannt. Dazu gehören: 
- Arctiocossus danieli Clench, 1959
- Catopta danieli (Clench, 1958)